# أمريكا المفتوحة 1971 (كرة مضرب)
قائمة بالأبطال في بطولة 1971 أمريكا المفتوحة:

## الكبار

### فردي رجال
ستان سميث هزم  يان كوديش, 3-6, 6-3, 6-2, 7-6

### فردي سيدات
بيلي جين كينغ هزم  روزماري كاسالس, 6-4, 7-6

### زوجي رجال
جون نيوكومب و روجر تايلر هزم  ستان سميث و إيريك فان دايلن, 6-7, 6-3, 7-6, 4-6, 7-6

### زوجي سيدات
روزماري كاسالس و جودي تيجارت هزم  غايل تشانفراو و فرانسيس دور, 6-3, 6-3

### زوجي مختلط
أوين دافيدسن و بيلي جين كينغ هزم  روبرت ماود و بيتي ستوف, 6-3, 7-5

## الشباب

### فردي أولاد
بدأت هذه البطولة في 1973

### فردي بنات
بدأت هذه البطولة في 1974

### زوجي أولاد
بدأت هذه البطولة في 1987

### زوجي بنات
بدأت هذه البطولة في 1987